# Barcelona Sporting Club
O Barcelona Sporting Club, também conhecido como Barcelona SC ou Barcelona de Guayaquil, é um clube equatoriano de futebol da cidade de Guayaquil. É o clube mais popular do Equador com 43% da preferência nacional, sendo também o clube mais vezes campeão nacional e ostentando um vice-campeonato da Copa Libertadores da América como o seu maior destaque internacional.

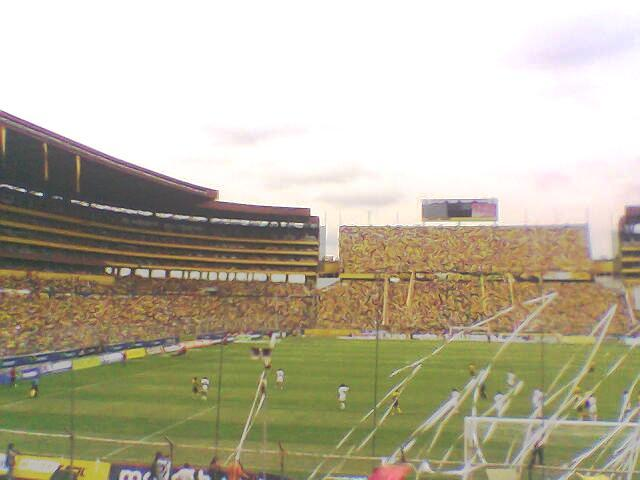
Estádio Monumental durante uma partida em 2006

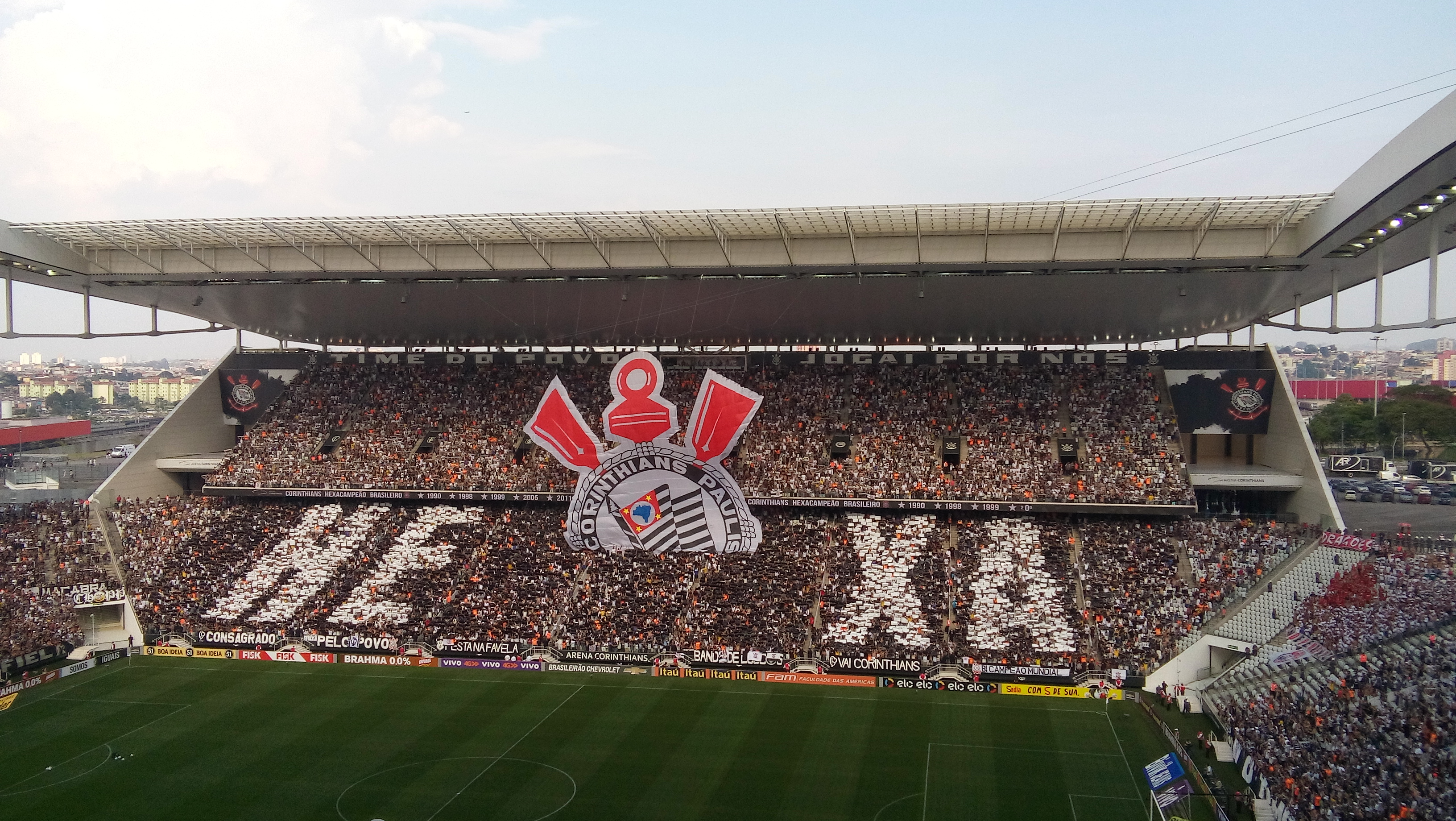

## História
O Barcelona foi fundado em 1º de maio de 1925 no bairro de Astillero, na cidade de Guayaquil. Um grupo de jovens espanhóis torcedores do Barcelona da Catalunha, apaixonados por futebol e conhecidos como "La gallada de la Modelo", se reuniram na casa do catalão, Eutimio Pérez e escolheram o nome em homenagem ao time do coração e a cidade da maioria dos fundadores.
Participa da série A do Equador desde 1957, portanto, é o clube equatoriano que disputou mais vezes a série A em todas as temporadas, aliás o time descende a segunda divisão em 1958 após de perder 1x0 frente a seu tradicional rival, Emelec, já em 1959 se recusa à jogar a segunda divisão e ameaça com jogar na liga colombiana até que misteriosamente se abre uma vaga depois que que diretivos do clube Union Desportiva Valdez manifestam ter problemas econômicos e assim o Barcelona fica com a vaga e joga a série A em 1959, a maior torcida com 43% da preferência nacional e é o maior campeão do Equador com 15 títulos, seguido pelo Emelec com 14 títulos, também é o primeiro clube equatoriano a jogar uma libertadores em 1961 e o segundo clube com mais participações em Libertadores de seu pais, 24 no total, perdendo apenas para o maior rival o Emelec com 26 participações.
Após fazer uma bela campanha e ser campeão nacional pela quarta vez  em 1970, e jogar a libertadores do ano seguinte num grupo com Emelec, Atlético Junior e Deportivo Cali, após seis jogos, três vitórias, um empate e duas derrotas, e terminar empatado com Emelec e fazer um jogo de desempate para ver quem avança, após vencer por 3-0 o Clásico del Astillero em Guayaquil, entra na segunda fase no grupo B com Estudiantes e Unión Española, sendo eliminado com duas vitórias e duas derrotas, no mesmo ano conquista seu quinto título nacional.
Na década de 1970 passou nove temporadas sem levar o título nacional e vê um rival a altura surgir, o El Nacional, já na década de 1980 conquista mais cinco títulos equatorianos, se consolidando como um dos maiores no Equador, na década de 1990, começa bem na libertadores e faz sua melhor campanha, caindo no grupo A ao lado de The Strongest, Oriente Petrolero e mais uma vez o Emelec, com duas vitórias, dois empates e duas derrotas, passa as oitavas de finais, onde enfrentou e passou  por (2-0) e (2-2) o Progreso do Uruguai, nas quartas de finais mais um grande Clásico del Astillero pela libertadores, com um 0 a 0 no primeiro jogo, a decisão foi para o segundo jogo, no Estádio Isidro Romero Carbo em Guayaquil, num jogo difícil, com um pênalti pegado pelo goleiro, Morales, do Barcelona, quando aos (31') minutos, Manuel Uquillas sobe de cabeça e abre o placar após um cruzamento da direita, diante de um público de 54 412 pessoas, e levar o colossal amarelo a semifinal mais uma vez em sua história, agora estava em seu caminho o River Plate, da Argentina, para chegar a final, após perder de (1-0) na Argentina, e com gol do uruguaio, Luis Alberto Acosta, vence  por (1-0) em casa, as equipes decidiram nos pênaltis, com Morales pegando um pênalti e outro no travessão indo para fora o resultado foi de 4 a 3 para o colossal, entrando para a história como o primeiro clube do Equador a jogar uma final da Copa Libertadores da América.
Na final histórica para o clube, o Olimpia do Paraguai seria o adversário, no primeiro jogo em Assunção, no Defensores del Chaco, com um público de 35.000, o clube viu Amarilla aos (25') e Samaniego aos (78') fazer 2-0 para o Olimpia, no jogo de volta em Guayaquil, com um público de 55 000 no Estádio Monumental, Trobbiani abre o placar para o Barcelona aos (62'), mas vê Amarilla fazer e decretar o bicampeonato da América para o clube paraguaio aos (81'). No mesmo ano é vice campeão nacional, voltando a vencer em 1991 o seu décimo primeiro título nacional, já em 1992 chega a semifinal da Copa libertadores, passando pelo Colo-Colo nas oitavas, perdendo por (1-0) e ganhando por (2-0), o Cerro Porteño com 1-1 nas duas partidas, passando por 4-2 nos pênaltis, mas diante do São Paulo, perdeu de 3-0, foi herói e quase buscou o empate, ganhando por 2-0 o segundo jogo da semifinal. Ainda na melhor década do clube, conquista mais dois campeonatos equatorianos em 1995 e 1997. Em 1998 chega mais uma vez em uma final de Libertadores, eliminando mais uma vez o Colo-Colo nas oitavas por (2-1) e (2-2), nas quartas de finais passa pelo Bolivar, após (1-1) e goleada por (4-0), na semifinal, passa pelo Cerro Porteño após ganhar de 1-0 no primeiro jogo e perder de 2-1 no segundo, nas penalidades ganha por 4-3 e avança para a final, o adversário era o Vasco, perdendo de (2-0) em São Januário com um público de 36 273, gols de Donizeti (7') e Luizão a os (35'), no jogo de volta em Guayaquil, com um público de 82 000, viu Luizão (24') e Donizeti (45') marcarem para o Vasco e De Avila (79') descontar para o Barcelona, mas não foi o suficiente para o clube equatoriano e mais uma vez foi vice, frustrando o sonho dos seus torcedores de ser campeão da América pela primeira vez.
Durante os anos 2000, o clube vivenciou uma longa seca de títulos.
No Campeonato Equatoriano de 2012 faz boa campanha ganhando ambas as duas etapas, sendo campeão pela décima quarta vez em sua história, na Copa Libertadores da América de 2013, é eliminado na segunda fase em um grupo com Boca Juniors, Nacional e Toluca, ficando em último no grupo, com apenas uma vitória, três empates e duas derrotas, na Copa Sul Americana do mesmo ano e é eliminado pelo Mineiros de Guayana, da Venezuela na primeira fase, no nacional, consegue apenas um quinto lugar na tabela agregada. Em 2016, volta a levantar mais uma taça do Equador depois de quatro anos, a décima quinta do maior campeão nacional do país.
Na Copa Libertadores de 2017 surpreende, ganhando do Palmeiras no jogo de ida das oitavas de final por 1-0 em casa, mas perdendo também por 1-0 no jogo de volta em São Paulo, avançaram para as quartas de final, vencendo o time brasileiro nos pênaltis por 4-3. Na sequência, mesmo com a desvantagem de ter empatado o primeiro jogo das quartas de final em 1-1 com o Santos no Equador, conseguiu eliminar a equipe brasileira que até então estava invicta na competição, vencendo no jogo da volta por 1-0 na Vila Belmiro. Por outro lado, nas semifinais, o Barcelona enfrentou o Grêmio em casa e perdeu de 3-0, deixando a classificação praticamente encaminhada para a equipe brasileira no jogo de volta, na Arena do Grêmio, onde venceu por 1-0. Mas mesmo com a vitória fora de casa, os equatorianos acabaram sendo eliminados pelo placar agregado de 3-1.

## Títulos
| NACIONAIS | NACIONAIS              | NACIONAIS | NACIONAIS                                                                                       |
|           | Competição             | Títulos   | Temporadas                                                                                      |
| --------- | ---------------------- | --------- | ----------------------------------------------------------------------------------------------- |
|           | Campeonato Equatoriano | 16        | 1960, 1963, 1966, 1970, 1971, 1980, 1981, 1985, 1987, 1989, 1991, 1995, 1997, 2012, 2016 e 2020 |

### Campanhas de destaque
Copa Libertadores da América:
Vice-campeão (2 vezes) - 1990 e 1998
Semifinalista (7 vezes) - 1971, 1972, 1986, 1987, 1992, 2017 e 2021
Copa Sul-Americana:
Oitavas de Final (2 Vezes) - 2002 e 2012

## Estádio
O clube manda seus jogos no Estádio Monumental Isidro Romero Carbo, com capacidade para 57.267 torcedores, é o maior e um dos mais importantes estádios do Equador. Foi inaugurado em 27 de dezembro de 1987 em um amistoso entre o Barcelona e o Peñarol do Uruguai, com o placar de 3 a 1 para o clube uruguaio.

## Uniformes

### Uniformes atuais
| 1º Uniforme | 2º Uniforme | 3º Uniforme |

### Uniformes anteriores
- 2019

| 1º Uniforme | 2º Uniforme | 94 anos | 484 anos Guayaquil |

- 2018

| 1º Uniforme | 2º Uniforme | 93 anos | Retrô 1985 |

- 2017

| 1º Uniforme | 2º Uniforme | 92 anos |

- 2016

| 1º Uniforme | 2º Uniforme | 91 anos | Copa Sul-Americana |

- 2015

| 1º Uniforme | 2º Uniforme |

- 2014

| 1º Uniforme | 2º Uniforme |

## Rivalidades
O principal rival do Barcelona é o seu vizinho intramunicipal Emelec. Os dois possuem as maiores torcidas do Equador e o clássico entre eles tem sido considerado o maior do país. Outras rivalidades menores incluem o El Nacional, o Independiente del Valle e a LDU de Quito na briga pelos principais títulos nacionais.

## Dados históricos

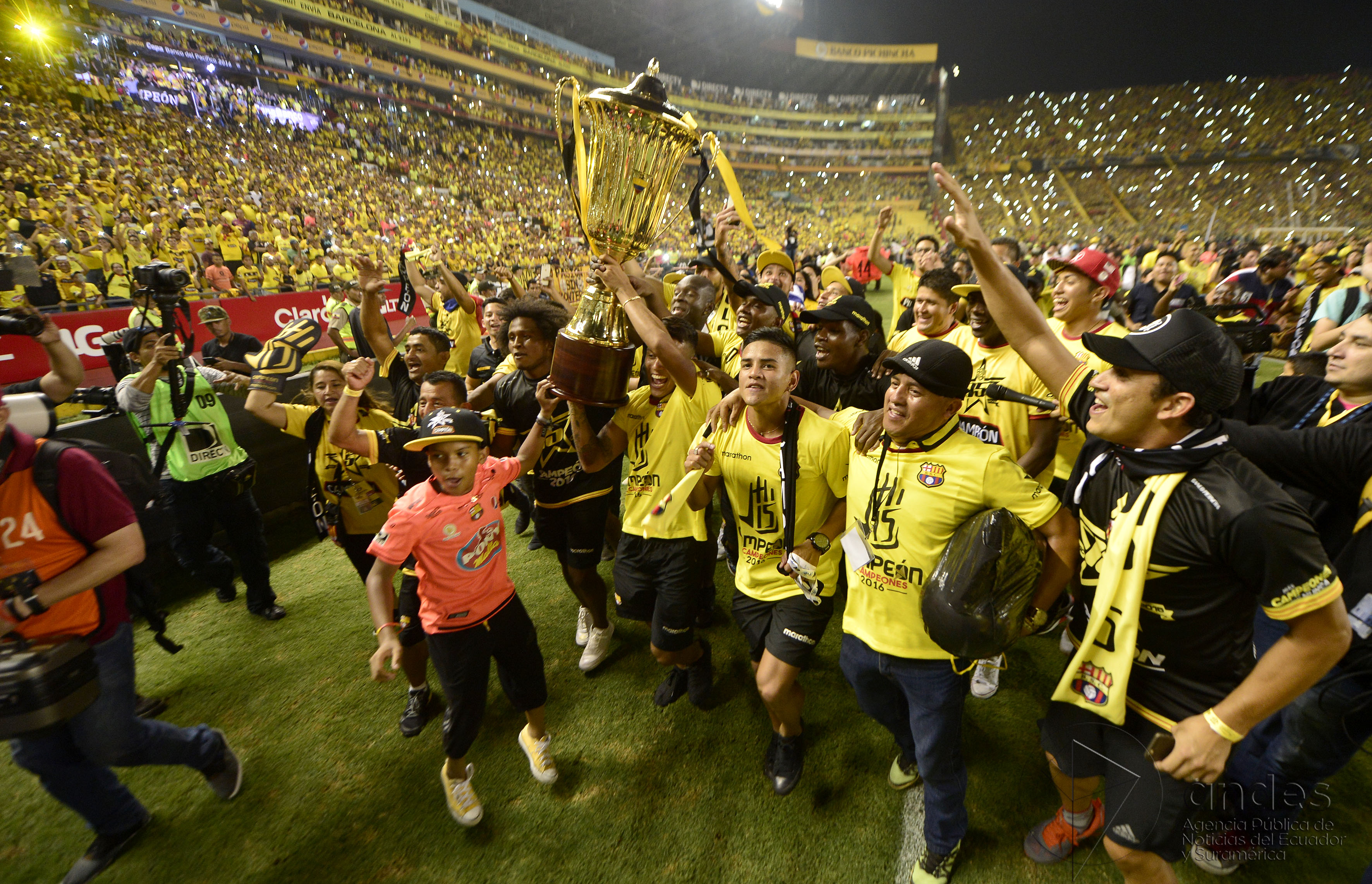
Guayaquil, domingo, 10 de dezembro de 2016 (Andes).-Jogadores do Barcelona levantam a taça

O Barcelona foi duas vezes vice-campeão da Copa Libertadores da América, em 1990 1998  , sendo superado, respectivamente, pelo Club Olimpia, do Paraguai e pelo Club de Regatas Vasco da Gama, do Brasil.
Muitas estrelas do futebol já pisaram no Monumental, por exemplo: os brasileiros Kaká, Pelé e Ronaldinho Gaúcho e o argentino Maradona.
Depois que a CONMEBOL instituiu em 2017 três fases eliminatórias antes dos grupos, o Barcelona tornou-se em 2020 o primeiro time a conseguir superar as três fases e chegar aos grupos - o feito foi igualado pelo Club Guarani do Paraguai no dia seguinte, o time equatoriano eliminou o Club Atlético Progreso, do Uruguai, na primeira, o Club Sporting Cristal, do Peru, na segunda, e o Club Cerro Porteño, do Paraguai, na terceira, no entanto, não teve vida fácil e foi eliminado já na fase de grupos, completando a tabela de Flamengo, Independiente del Valle e Junior Barranquilla.

## Elenco atual
Atualizado em 05 de março de 2025.
Legenda
- : Capitão
- : Jogador lesionado/contundido
- +: Jogador em fase final de recuperação
- +: Jogador que volta de lesão/contusão
- : Jogador suspenso

## Futebolistas famosos
| - Washington Aires - Gustavo Balvorín - Antonio Barijho - Ángel Bernuncio - Sergio Berti - Rubén Capria - José Chatruc - Marcelo Delgado - Osvaldo Escudero - Rodolfo Graieb - Rubén Insúa - Gerardo Martino - Marcos Mondaini - Pedro Damián Monzón - Marcelo Morales - Carlos Alfaro Moreno - Diego Quintana - Gastón Sessa - Marcelo Trobbiani - Roberto Trotta - Rolando Zarate - Ariel Graziani - Ramón Quiroga - Julio César Baldivieso - Marco Etcheverry - Víctor Ephanor - Luís Carlos Machado - Janio Pinto - Severino Vasconcelos - Gilson Da Souza - José Paes - Cyril Makanaky - Carlos Caszely - Jaime Pizarro - Antony de Ávila - Jorge Bermúdez | - Freddy Grisales - Neider Morantes - Elkin Soto - Albeiro Usuriaga - Samuel Vanegas - Sigfredo Agapito Chuchuca - Rigoberto Aguirre - Guido Andrade - Nicolás Asencio - Marlon Ayoví - Walter Ayoví - Óscar Bagüí - Ermen Benitez - Kenny Espinoza Chang - Enrique Cantos - Luis Capurro - José Francisco Cevallos - Helio Cruz - Ulises de la Cruz - Agustín Delgado - Ángel Fernández - José Gavica - Fricson George - Luis Gómez - Jorge Guagua - Walter Rolando Guerrero - Raúl Guerrón - Carlos Ramon Hidalgo - Eduardo Hurtado - Iván Hurtado - Jimmy Izquierdo - Iván Kaviedes - Christian Lara - Vicente Lecaro - Luciano Macías - Juan Madruñero | - Heráclides Marín - Víctor Mendoza - Jimmy Montanero - Carlos Luis Morales - Carlos Muñoz - Washington Muñoz - Manuel Murillo - Raul Noriega - Flavio Perlaza - Augusto Porozo - Hólger Quiñónez - David Quiróz - Enrique Romo - Julio César Rosero - Carlos Sánchez - Alberto Spencer - Byron Tenorio - Edwin Tenorio - Ramon Unamuno - Manuel Uquillas - Patricio Urrutia - José Vargas - Galo Vásquez - Edwin Villafuerte - Edmundo Zura - Petter Villegas - Hugo Brizuela - Roberto Cabañas - Derlis Florentin - Pedro León - Juan Manuel Bazurco - Mario Saralegui - Ricardo David Páez |

## Treinadores famosos
| - Fabián Bustos - Humberto Maschio - Jorge Habergger - Jorge Solari - José Omar Reinaldi - Miguel Brindisi - Oscar Malbernat - Rubén Insúa | - Salvador Capitano - Antonio Ferreira - Francisco de Souza Ferreira - Paulo César Carpegiani - Paulo Sérgio Poletto - Severino Vasconcelos - Víctor Luna - Juan José Pelaez | - Luis Santibañez - Pablo Ansaldo - Ramón Unamuno - Mario César Jacquet - Hernán Saavedra - Ever Hugo Almeida - Luis Cubilla - Roque Gastón Máspoli |